# Wharton School of the University of Pennsylvania
The Wharton School of the University of Pennsylvania (také známá jako Wharton Business School, The Wharton School nebo jednoduše Wharton) je ekonomickou a obchodní fakultou (anglicky business school) Pensylvánské univerzity, soukromé univerzity ve Filadelfii, řazené do elitní skupiny Ivy League. Byla založena roku 1881 díky finančnímu daru Josepha Whartona. Je nejstarší ekonomickou a obchodní školou univerzitního typu na světě.
Wharton School nabízí všechny úrovně univerzitního vzdělání. V bakalářských programech studuje (2018) 2617 studentů a ve vyšších úrovních pak (opět údaje z roku 2018) 1784 studentů v MBA programech, 463 studentů v tzv. Executive MBA (EMBA) programech a 199 studentů v doktorských programech.
Nejznámější je Wharton School nepochybně pro svůj vzdělávací program MBA, který byl v roce 2020 hodnocen jako nejlepší ve Spojených státech jak časopisem Forbes, tak i časopisem U.S. News & World Report. Program EMBA byl ve stejném roce hodnocen časopisem U.S. News & World Report jako 3. nejlepší a bakalářský jako 1. nejlepší ve Spojených státech. Absolventi programu MBA mají v prvním roce po ukončení studia průměrný roční plat (bez bonusů) 159 815 dolarů, což je nejvyšší průměr ze všech špičkových obchodních škol. Nutno zmínit, že Wharton School, jako všechny elitní školy, je velmi selektivní a přijímá obvykle méně než 10 % žadatelů. To úzce souvisí s vysokými požadavky na úroveň akceptovaných aplikantů – MBA program Wharton School se může chlubit nejvyšším průměrem výsledků testů GMAT mezi přijatými studenty, a to skóre 732 (97. percentil ze všech, kteří v daném roce podstoupili test GMAT).

## Významné osobnosti
Mezi známé absolventy školy patří americký prezident Donald Trump, zakladatel SpaceX a Tesly Elon Musk, bývalý prezident Argentiny Mauricio Macri a miliardář a investor Warren Buffett. Mnoho současných i bývalých generálních ředitelů firem ze seznamu Fortune 500, např. Alphabet Inc., General Electric, Boeing, Pfizer, Oracle, PepsiCo, nebo Johnson & Johnson, je také absolventy Wharton School.